# Silva de varia lección
Silva de varia lección ist ein bedeutendes Werk aus dem 16. Jahrhundert, das aus der Hand des humanistischen Autors Pedro Mexía (1491–1551) stammt. Dabei handelt es sich um ein Werk der sogenannten Mischgattung (miscelánea), das zahlreiche kurze Abhandlungen über die unterschiedlichsten Themen aus diversen Wissenschaften und Fachbereichen enthält.

## Auflagen und Erfolg des Werkes
Silva de varia lección wurde 1540 mit zunächst nur drei Teilen in Sevilla veröffentlicht, im gleichen Jahr jedoch in einer von Mexía selbst korrigierten und im dritten Teil um weitere zehn Kapitel ergänzten überarbeiteten Fassung herausgegeben. 1550/1551 wurde eine neue Auflage mit vier Teilen (22 neue Kapitel) in Valladolid publiziert. Das Werk erlangte einen weitreichenden Erfolg und wurde in insgesamt mindestens 107 Auflagen in ganz Europa verbreitet. So gibt es mindestens 32 Fassung in Kastilisch sowie 75 Auflagen in anderen Sprachen wie Italienisch, Französisch, Niederländisch, Englisch und Deutsch. Im Laufe der Zeit wurde Silva de varia lección von mehreren Autoren ergänzt und fortgesetzt.

## Gattung und Stil
Die Schrift Silva de varia lección gehört zur sogenannten Mischgattung, die bereits durch den spanischen Titel des Werkes exzellent beschrieben wird. Es handelt sich dabei um eine Sammlung von kurzen Abhandlungen, die ohne bestimmte Methode, Ordnung und Reihenfolge (Silva, so ungeordnet wie Bäume in einem natürlichen Wald wachsen) aus vielfältiger Lektüre von Büchern (de varia lección) zusammengestellt wurden. Silva gilt inzwischen sogar als Synonym für ein literarisches Mischwerk. Mexía selbst begründet seine Schreibweise und Art, wie er die Themen in Silva de varia lección aneinanderreihte, durch den Bezug auf bedeutende Autoren, welche diese Gattung erfanden und ebenso schrieben: Dieser Schreibstil sei kurzweilig und interessant, sodass der Leser sich unterhalten fühle und die Lektüre gerne fortsetze. Mexía war der erste, der derart in kastilischer Sprache schrieb. Dadurch öffnete Mexía den Weg zur Komposition bzw. Schriftstellerei in den romanischen Sprachen und die Mischgattung in der Volkssprache wurde durch den neu erfundenen Buchdruck immer weiter verbreitet. Silva de varia lección inspirierte Montaigne und gilt als Wegbereiter des Essays.

## Ursprung und Themen
Mexía fand den Stoff für sein Werk in Schriften von bedeutenden alten und seiner Zeit modernen Autoren. So bezieht sich Silva de varia lección thematisch auf Las noches áticas von Aulus Gellius, Saturnales von Macrobius und Banquete de los sofistas von Ateneus sowie De honesta disciplina (1504) von Pedro crinito (Pietro Riccio), Lectionum antiquarum libri XXX (1526) von Ludovico Celio Rhodigino (Luigi Ricchieri) und De varia historia libri tres (1524) von Nicolás Leónico (Nicolao Leonico Tomeo). Zudem finden sich noch weitere thematische Anlehnungen und Hinweise auf Werke, wie zum Beispiel die Naturalis historia von Plinius dem Älteren, Colloectanea rerum memorabilium von Solinus und Factorum et dictorum meomarbilium libri novem von Valerius Maximus sowie Zitate aus der Bibel und von Aristoteles.

## Intention des Autors
Mexía wollte das Wissen, das in den lateinischen Werken verborgen war, einer breiteren Öffentlichkeit zugänglich machen. Aus diesem Grund verfasste er seine Schrift in der Volkssprache Kastilisch, damit auch diejenigen, die kein Latein konnten, sich bedeutendes Wissen aneignen konnten. Somit öffnete Mexía den Weg zur Komposition bzw. Schriftstellerei in den romanischen Sprachen, wobei er großen Wert darauf legte, seine Abhandlungen interessant und unterhaltsam zu verfassen, damit die Menschen keine Langeweile bei ihrem Studium empfanden.